# Liste des titres musicaux numéro un en France en 2005
Cette page liste les titres numéro un dans les meilleures ventes de disques en France pour l'année 2005,.

## Classement des singles
| Semaine | Date       | Artiste        | Titre            |
| ------- | ---------- | -------------- | ---------------- |
| 1       | 8 janvier  | Eric Prydz     | Call on Me       |
| 2       | 15 janvier | Eric Prydz     | Call on Me       |
| 3       | 22 janvier | Eric Prydz     | Call on Me       |
| 4       | 29 janvier | Amel Bent      | Ma philosophie   |
| 5       | 5 février  | Amel Bent      | Ma philosophie   |
| 6       | 12 février | Amel Bent      | Ma philosophie   |
| 7       | 19 février | Amel Bent      | Ma philosophie   |
| 8       | 26 février | Amel Bent      | Ma philosophie   |
| 9       | 5 mars     | Amel Bent      | Ma philosophie   |
| 10      | 12 mars    | Ilona Mitrecey | Un monde parfait |
| 11      | 19 mars    | Ilona Mitrecey | Un monde parfait |
| 12      | 26 mars    | Ilona Mitrecey | Un monde parfait |
| 13      | 2 avril    | Ilona Mitrecey | Un monde parfait |
| 14      | 9 avril    | Ilona Mitrecey | Un monde parfait |
| 15      | 16 avril   | Ilona Mitrecey | Un monde parfait |
| 16      | 23 avril   | Ilona Mitrecey | Un monde parfait |
| 17      | 30 avril   | Ilona Mitrecey | Un monde parfait |
| 18      | 7 mai      | Ilona Mitrecey | Un monde parfait |
| 19      | 14 mai     | Ilona Mitrecey | Un monde parfait |
| 20      | 21 mai     | Ilona Mitrecey | Un monde parfait |
| 21      | 28 mai     | Ilona Mitrecey | Un monde parfait |
| 22      | 4 juin     | Ilona Mitrecey | Un monde parfait |
| 23      | 11 juin    | Ilona Mitrecey | Un monde parfait |

La semaine du 18 juin est créé le classement des ventes numériques de singles.
| Semaine | Date         | Physique        | Physique           | Digital             | Digital              |
| Semaine | Date         | Artiste         | Titre              | Artiste             | Titre                |
| ------- | ------------ | --------------- | ------------------ | ------------------- | -------------------- |
| 24      | 18 juin      | Ilona Mitrecey  | Un monde parfait   | Crazy Frog          | Axel F               |
| 25      | 25 juin      | Crazy Frog      | Axel F             | Crazy Frog          | Axel F               |
| 26      | 2 juillet    | Crazy Frog      | Axel F             | Crazy Frog          | Axel F               |
| 27      | 9 juillet    | Crazy Frog      | Axel F             | Crazy Frog          | Axel F               |
| 28      | 16 juillet   | Crazy Frog      | Axel F             | James Blunt         | You're Beautiful     |
| 29      | 23 juillet   | Crazy Frog      | Axel F             | James Blunt         | You're Beautiful     |
| 30      | 30 juillet   | Crazy Frog      | Axel F             | James Blunt         | You're Beautiful     |
| 31      | 6 août       | Crazy Frog      | Axel F             | James Blunt         | You're Beautiful     |
| 32      | 13 août      | Crazy Frog      | Axel F             | James Blunt         | You're Beautiful     |
| 33      | 20 août      | Crazy Frog      | Axel F             | James Blunt         | You're Beautiful     |
| 34      | 27 août      | Crazy Frog      | Axel F             | James Blunt         | You're Beautiful     |
| 35      | 3 septembre  | Crazy Frog      | Axel F             | James Blunt         | You're Beautiful     |
| 36      | 10 septembre | Crazy Frog      | Axel F             | DHT featuring Edmée | Listen to Your Heart |
| 37      | 17 septembre | Crazy Frog      | Axel F             | DHT featuring Edmée | Listen to Your Heart |
| 38      | 24 septembre | Crazy Frog      | Popcorn            | Raphael             | Caravane             |
| 39      | 1er octobre  | Crazy Frog      | Popcorn            | Crazy Frog          | Popcorn              |
| 40      | 8 octobre    | Crazy Frog      | Popcorn            | Bob Sinclar         | Love Generation      |
| 41      | 15 octobre   | Crazy Frog      | Popcorn            | Robbie Williams     | Tripping             |
| 42      | 22 octobre   | Crazy Frog      | Popcorn            | Robbie Williams     | Tripping             |
| 43      | 29 octobre   | Crazy Frog      | Popcorn            | Madonna             | Hung Up              |
| 44      | 5 novembre   | Crazy Frog      | Popcorn            | Madonna             | Hung Up              |
| 45      | 12 novembre  | Madonna         | Hung Up            | Madonna             | Hung Up              |
| 46      | 19 novembre  | Madonna         | Hung Up            | Madonna             | Hung Up              |
| 47      | 26 novembre  | Madonna         | Hung Up            | Madonna             | Hung Up              |
| 48      | 3 décembre   | Madonna         | Hung Up            | Madonna             | Hung Up              |
| 49      | 10 décembre  | Star Academy 5  | Santiano           | Madonna             | Hung Up              |
| 50      | 17 décembre  | Star Academy 5  | Santiano           | Madonna             | Hung Up              |
| 51      | 24 décembre  | Johnny Hallyday | Mon plus beau Noël | Madonna             | Hung Up              |
| 52      | 31 décembre  | Madonna         | Hung Up            | Madonna             | Hung Up              |

## Classement des albums
| Semaine | Date         | Artiste             | Titre                        |
| ------- | ------------ | ------------------- | ---------------------------- |
| 1       | 8 janvier    | Kyo                 | 300 lésions                  |
| 2       | 15 janvier   | Kyo                 | 300 lésions                  |
| 3       | 22 janvier   | Kyo                 | 300 lésions                  |
| 4       | 29 janvier   | Kyo                 | 300 lésions                  |
| 5       | 5 février    | Maroon 5            | Songs About Jane             |
| 6       | 12 février   | Chimène Badi        | Dis-moi que tu m'aimes       |
| 7       | 19 février   | Maroon 5            | Songs About Jane             |
| 8       | 26 février   | Lynda Lemay         | Un paradis quelque part      |
| 9       | 5 mars       | Les Enfoirés        | Le Train des Enfoirés        |
| 10      | 12 mars      | Les Enfoirés        | Le Train des Enfoirés        |
| 11      | 19 mars      | Les Enfoirés        | Le Train des Enfoirés        |
| 12      | 26 mars      | Les Enfoirés        | Le Train des Enfoirés        |
| 13      | 2 avril      | Les Enfoirés        | Le Train des Enfoirés        |
| 14      | 9 avril      | Mylène Farmer       | Avant que l'ombre...         |
| 15      | 16 avril     | Mylène Farmer       | Avant que l'ombre...         |
| 16      | 23 avril     | Grégory Lemarchal   | Je deviens moi               |
| 17      | 30 avril     | Mylène Farmer       | Avant que l'ombre...         |
| 18      | 7 mai        | Raphael             | Caravane                     |
| 19      | 14 mai       | Raphael             | Caravane                     |
| 20      | 21 mai       | System of a Down    | Mezmerize                    |
| 21      | 28 mai       | Gorillaz            | Demon Days                   |
| 22      | 4 juin       | The Black Eyed Peas | Monkey Business              |
| 23      | 11 juin      | Coldplay            | X&Y                          |
| 24      | 18 juin      | Coldplay            | X&Y                          |
| 25      | 25 juin      | Raphael             | Caravane                     |
| 26      | 2 juillet    | Raphael             | Caravane                     |
| 27      | 9 juillet    | Raphael             | Caravane                     |
| 28      | 16 juillet   | Raphael             | Caravane                     |
| 29      | 23 juillet   | Raphael             | Caravane                     |
| 30      | 30 juillet   | Raphael             | Caravane                     |
| 31      | 6 août       | Raphael             | Caravane                     |
| 32      | 13 août      | Raphael             | Caravane                     |
| 33      | 20 août      | Raphael             | Caravane                     |
| 34      | 27 août      | Calogero            | Live 1.0                     |
| 35      | 3 septembre  | Calogero            | Live 1.0                     |
| 36      | 10 septembre | Alain Souchon       | La Vie Théodore              |
| 37      | 17 septembre | Alain Souchon       | La Vie Théodore              |
| 38      | 24 septembre | Noir Désir          | Noir Désir en public         |
| 39      | 1er octobre  | Noir Désir          | Noir Désir en public         |
| 40      | 8 octobre    | Julien Clerc        | Double Enfance               |
| 41      | 15 octobre   | Julien Clerc        | Double Enfance               |
| 42      | 22 octobre   | Depeche Mode        | Playing the Angel            |
| 43      | 29 octobre   | Bénabar             | Reprise des négociations     |
| 44      | 5 novembre   | Lorie               | Rester la même               |
| 45      | 12 novembre  | Johnny Hallyday     | Ma vérité                    |
| 46      | 19 novembre  | Madonna             | Confessions on a Dance Floor |
| 47      | 26 novembre  | Madonna             | Confessions on a Dance Floor |
| 48      | 3 décembre   | Madonna             | Confessions on a Dance Floor |
| 49      | 10 décembre  | Johnny Hallyday     | Ma vérité                    |
| 50      | 17 décembre  | Johnny Hallyday     | Ma vérité                    |
| 51      | 24 décembre  | Johnny Hallyday     | Ma vérité                    |
| 52      | 31 décembre  | Indochine           | Alice et June                |

## Les dix meilleures ventes
Voici la liste des dix meilleures ventes de singles et d'albums pour l'année 2005 en France,.

### Singles
| №  | Artiste        | Titre                    |
| -- | -------------- | ------------------------ |
| 1  | Ilona Mitrecey | Un monde parfait         |
| 2  | Crazy Frog     | Axel F                   |
| 3  | Amel Bent      | Ma Philosophie           |
| 4  | Pinocchio      | T'es pas cap Pinocchio   |
| 5  | Dezil'         | San ou (La Rivière)      |
| 6  | Crazy Frog     | Popcorn                  |
| 7  | Ilona Mitrecey | C'est les vacances       |
| 8  | Sinsemilia     | Tout le bonheur du monde |
| 9  | Chimène Badi   | Je viens du sud          |
| 10 | Madonna        | Hung Up                  |

### Albums
| №  | Artiste         | Titre                        |
| -- | --------------- | ---------------------------- |
| 1  | Raphael         | Caravane                     |
| 2  | Johnny Hallyday | Ma vérité                    |
| 3  | Les Enfoirés    | Le Train des Enfoirés        |
| 4  | Madonna         | Confessions on a Dance Floor |
| 5  | Le Roi Soleil   | Le Roi Soleil                |
| 6  | Chimène Badi    | Dis-moi que tu m'aimes       |
| 7  | Calogero        | 3                            |
| 8  | Mylène Farmer   | Avant que l'ombre...         |
| 9  | Alain Souchon   | La Vie Théodore              |
| 10 | James Blunt     | Back to Bedlam               |